# Dropout
Dropout是Google提出的一种正则化技术，用以在人工神经网络中对抗过拟合。Dropout有效的原因，是它能够避免在训练数据上产生复杂的相互适应。Dropout这个术语代指在神经网络中丢弃部分神经元（包括隐藏神经元和可见神经元）。在训练阶段，dropout使得每次只有部分网络结构得到更新，因而是一种高效的神经网络模型平均化的方法。